# Preu a termini
El preu a termini (en anglès: forward price) és el preu pactat al qual qualsevol mercaderia, valor financer o divisa d'un contracte de futurs serà transaccionat en el moment del venciment, independentment de quin sigui el preu al comptat. Seria l'equivalent al preu strike de les opcions. Utilitzant l'assumpció de preus racionals el preu forward es pot expressar en termes del preu spot i qualsevol altre interès o dividend, de manera que no hi ha possibilitat per arbitratge.

## Preu a termini
El preu a termini ve representat per la primera part de l'expressió següent. La segon part de l'expressió és un refinament que s'introdueix en el cas que l'actiu transaccionat generés dividends o interessos
{\displaystyle F=S_{0}e^{(r+q)T}-\sum _{i=1}^{N}D_{i}e^{r(T-t_{i})}\,}
F és el preu a termini que serà pagat al moment T
ex és la clàssica funció exponencial (utilitzada per calcular l'interès compost)
r és el tipus d'interès lliure de risc
q representa el cost of carry
{\displaystyle S_{0}} és el preu al comptat de l'instrument financer que serà transaccionat
{\displaystyle D_{i}} representa qualsevol dividend o interès que pugi generar l'actiu transaccionat en el moment {\displaystyle t_{i}}, tal que {\displaystyle 0<t_{i}<T.}
T representa el període que manca pel venciment (cal expressar-lo com a fracció d'un any)